# Ban Lum Khao
Ban Lum Khao (thailändisch บ้านหลุมข้าว) ist ein archäologischer Fundplatz auf der Khorat-Hochebene, in der Provinz Nakhon Ratchasima, Isan (Nordost-Thailand).

## Grabungsgeschichte
In Ban Luma Khao wurde mehrfach gegraben. Eine der größeren Kampagnen wurde 1994/95 von Charles Higham und Rachanie Thosarat durchgeführt, etwa fünf Kilometer westlich von Ban Prasat. Man öffnete einen Bereich von 14,5 Meter × 10 Meter und entdeckte während der drei Monate währenden Ausgrabungen 111 Gräber. Sie liegen über einer dünnen Schicht der Besiedlung, die wahrscheinlich die erste Siedlung in dieser Gegend darstellt.

## Funde
In vielen Erdlöchern fand man Überreste von Pflanzen und Tieren sowie viel Kohle. Diese erste Siedlungsphase dauerte nach der Radiokohlenstoffdatierung von etwa 1400 bis 1000 v. Chr. Hier gab es Wälder und einen Fluss, den Mae Nam Mun (Mun-Fluss), dessen feuchte Tiefebene Herden von Wasserbüffeln ernährte und viele Fische und Schalentiere als Nahrungsbasis stellte. Die Menschen brachten Schweine, Rinder und den Hund. Sie jagten Wasserbüffel und die Hirsche des Waldes, was bis in die Bronzezeit hinein andauerte. Die oben beschriebenen Gräber stammen aus dieser Zeit, etwa zwischen 1000 und 500 v. Chr. Obwohl Anzeichen für die Verarbeitung von Bronze vorliegen, wurden keine entsprechenden Objekte gefunden, wohl aber „exotische“ Stücke wie Muscheln aus dem Meer, Steinäxte und Schmuckreife aus Marmor. Tonkrüge bis zu 60 cm Durchmesser wurden ebenfalls gefunden, in denen die Gebeine Neugeborener oder junger Kinder aufbewahrt wurden.